# Young and Beautiful
Young and Beautiful – singel amerykańskiej wokalistki Lany Del Rey pochodzący ze ścieżki dźwiękowej filmu Wielki Gatsby. Został wydany 23 kwietnia 2013 roku na świecie, a do amerykańskich rozgłośni radiowych trafił 21 maja tego samego roku.

## Tło i produkcja
Utwór został pierwotnie nagrany na mini-album artystki, Paradise, jednak ostatecznie postanowiono przeznaczyć go na cele promocyjne filmu Wielki Gatsby.
- Lana Del Rey – główny wokal, chórki, kompozytor, autor tekstu
- Rick Nowels – kompozytor, producent

## Teledysk
Wideoklip do piosenki początkowo miał zostać opublikowany 22 kwietnia 2013 roku, lecz ostatecznie miał swoją premierę 10 maja. Projekt wyreżyserował Chris Sweene.

## Listy przebojów
| Lista (2013)                        | Najwyższa pozycja |
| ----------------------------------- | ----------------- |
| US Rock Songs (Billboard)           | 3                 |
| Australia (Top 50 Singles)          | 9                 |
| Polska (AirPlay – Top)              | 12                |
| Irlandia (Top 50 Singles)           | 16                |
| Szkocja (Top 40 Scottish)           | 21                |
| Stany Zjednoczone (Hot 100)         | 22                |
| Wielka Brytania (Singles Top 100)   | 23                |
| Francja (Top 200 Singles)           | 31                |
| Szwajcaria (Singles Top 100)        | 31                |
| Szwecja (Top 60 Singles)            | 39                |
| Hiszpania (Top 50 Singles)          | 41                |
| Kanada (Billboard Canadian Hot 100) | 45                |
| Niemcy (Top 100 Singles)            | 52                |
| Austria (Ö3 Austria Top 40)         | 60                |

## Certyfikaty i sprzedaż
| Kraj                             | Certyfikat         | Sprzedaż   |
| -------------------------------- | ------------------ | ---------- |
| Dania (IFPI Danmark)             | platynowa płyta    | 90 000+    |
| Dania (IFPI Danmark) (streaming) | złota płyta        | 900 000+   |
| Kanada (MC)                      | platynowa płyta    | 80 000+    |
| Niemcy (BVMI)                    | platynowa płyta    | 300 000+   |
| Stany Zjednoczone (RIAA)         | 5x platynowa płyta | 5 000 000+ |
| Szwecja (GLF)                    | 2x platynowa płyta | 80 000+    |
| Wielka Brytania (BPI)            | platynowa płyta    | 600 000+   |
| Włochy (FIMI)                    | 2x platynowa płyta | 100 000+   |